# Lanark

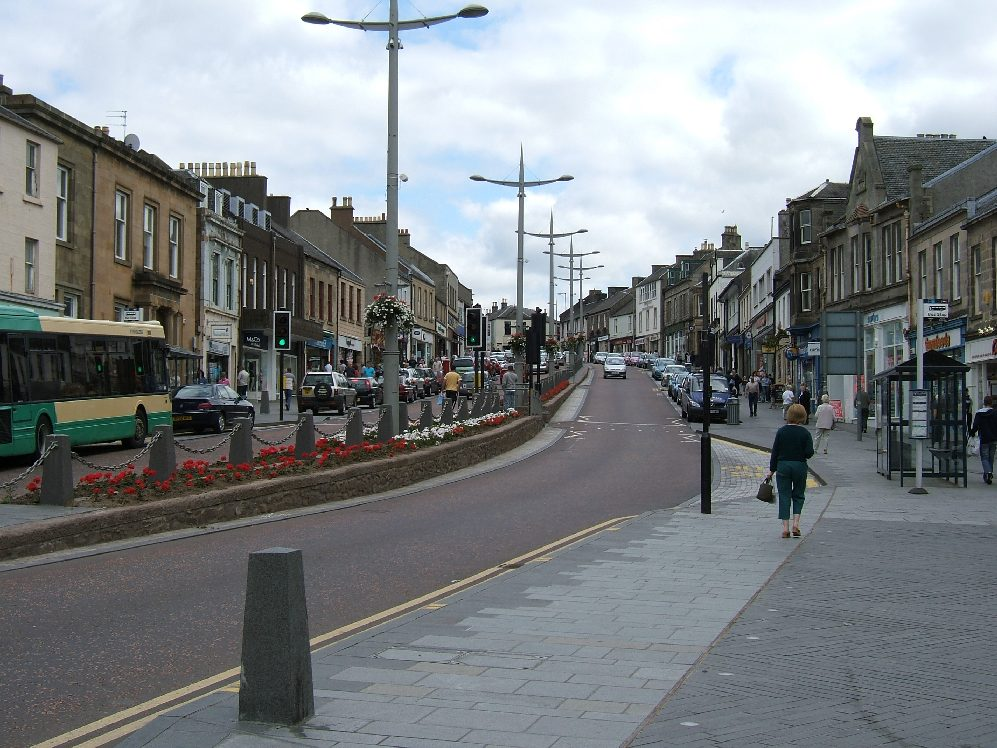
Vista da cidade de Lanark.

Lanark é uma localidade escocesa do condado de South Lanarkshire. Acredita-se que o nome da cidade venha do cúmbrico "Lanerc" que significa "espaço livre, clareira".